# حيدر ألو علي
حيدر ألو علي، لاعب كرة قدم إماراتي لعب مع أندية الوحدة والإمارات ومنتخب الإمارات. سجل هدف في مرمى منتخب عمان لكرة القدم كأس الخليج 2002

## روابط خارجية
- حيدر ألو علي على موقع الاتحاد الدولي (مؤرشف)  (الإنجليزية)
- حيدر ألو علي على موقع قاعدة بيانات كرة القدم.إي يو (الإنجليزية)